# Novîi Svit
Novîi Svit (în ucraineană Новий Світ) este o așezare de tip urban din orașul regional Sudak, Republica Autonomă Crimeea, Ucraina. În afara localității principale, nu cuprinde și alte sate.

## Atracții

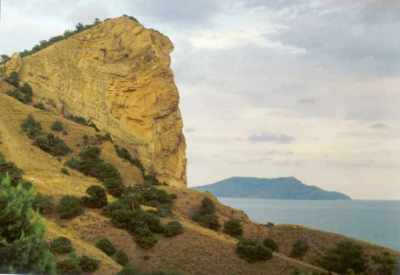

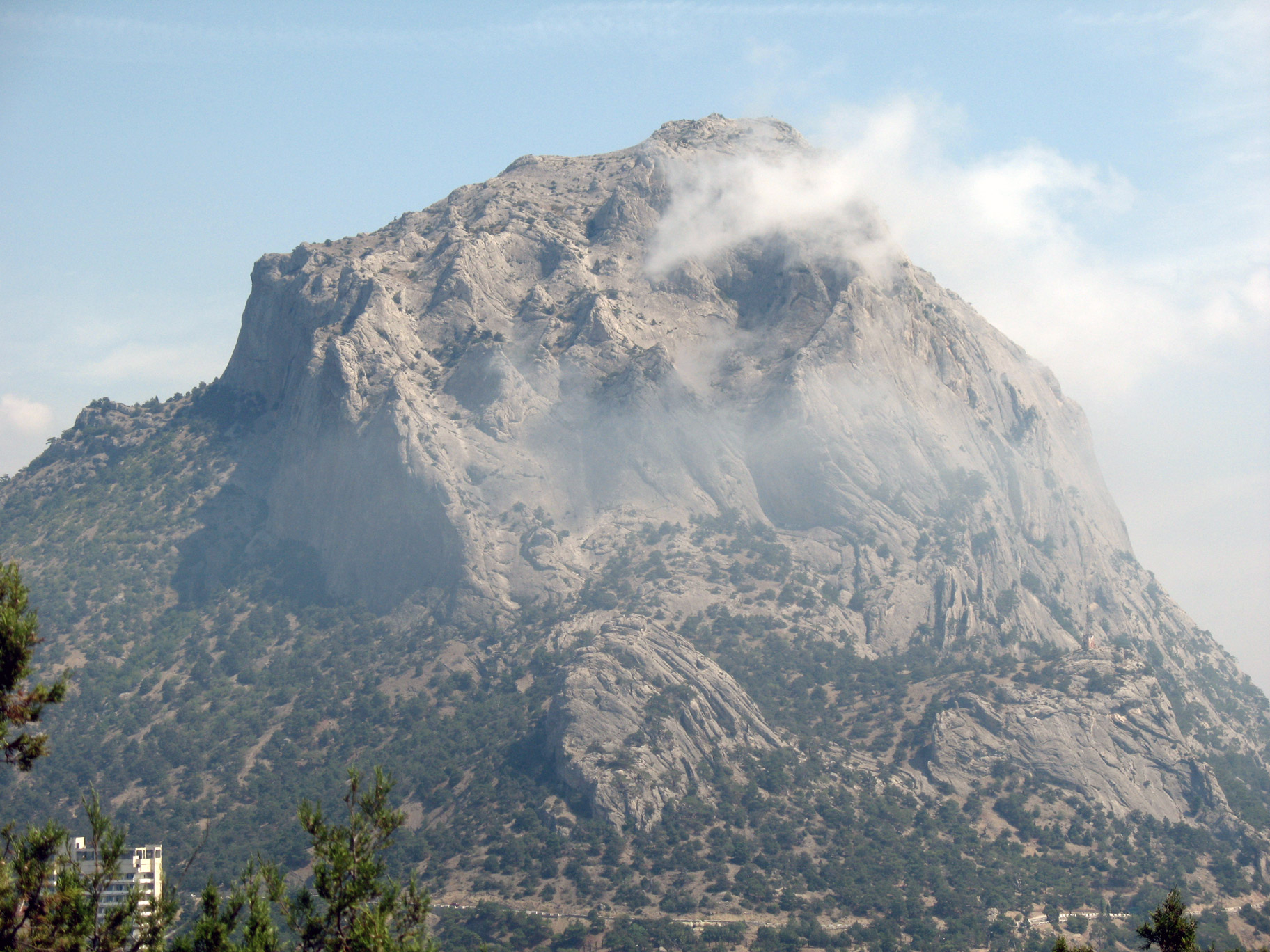

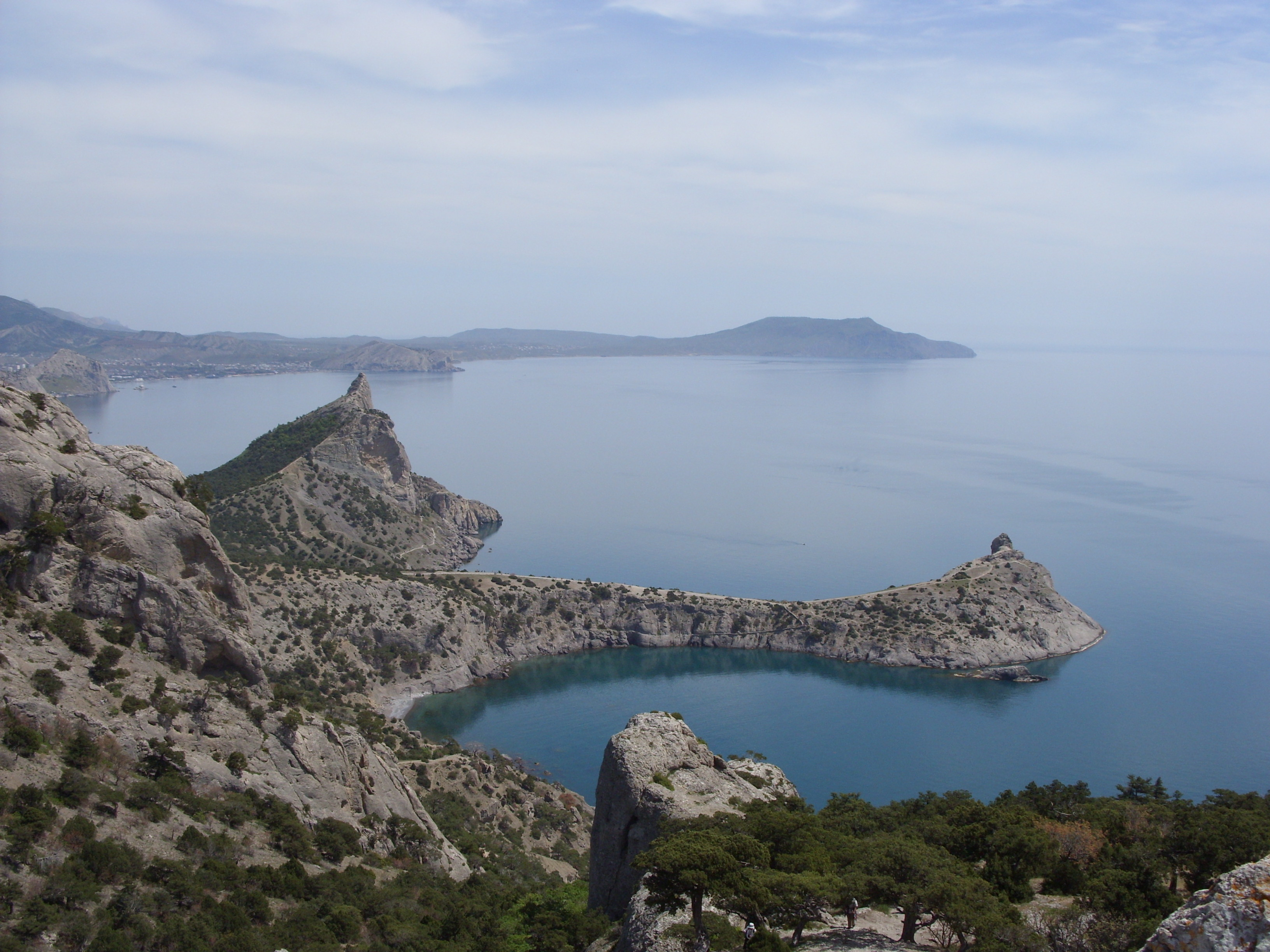

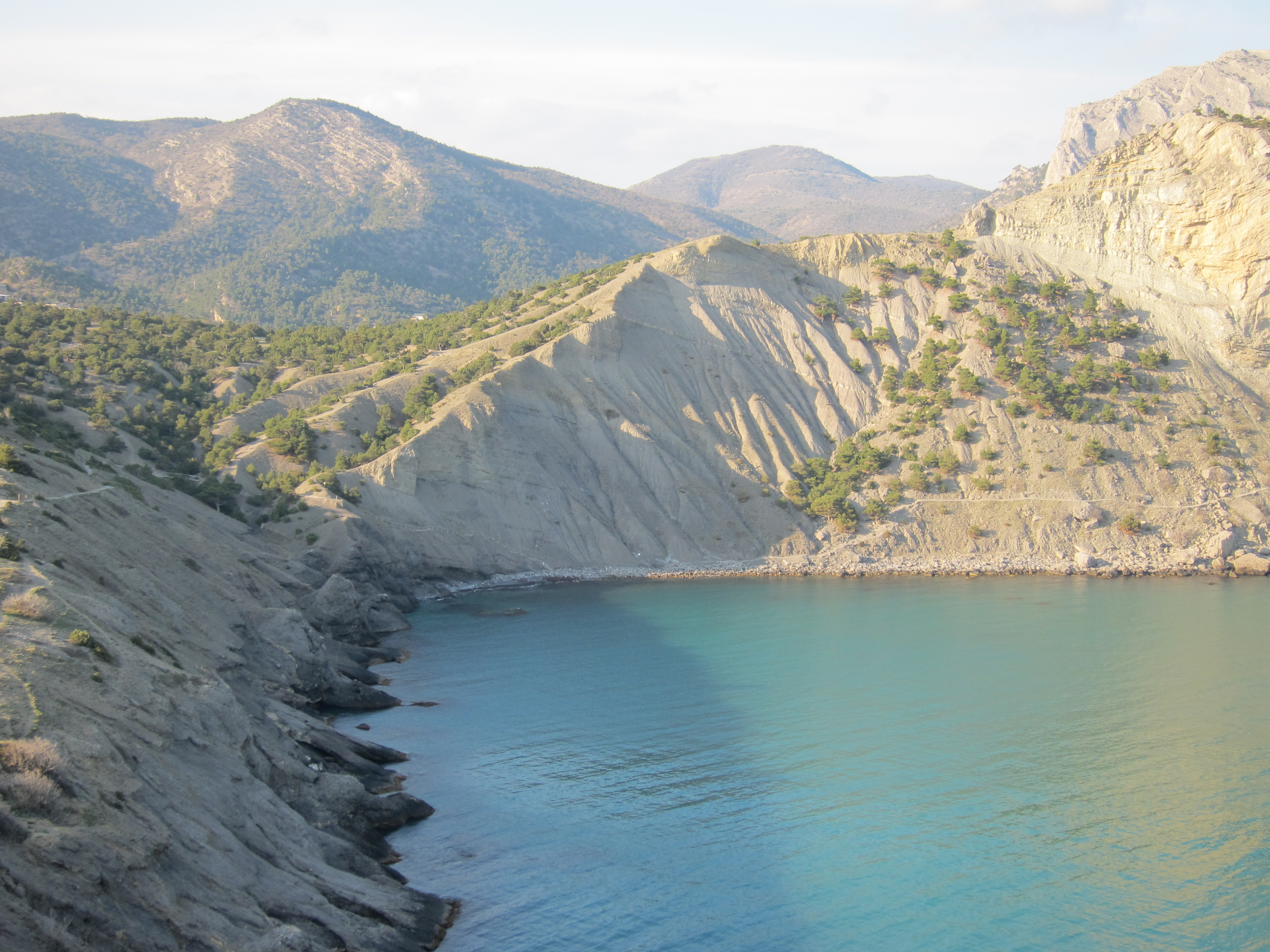

Stațiunea este apreciată pentru peisajul extrem de pitoresc (cu stânci, munți, peșteri, golfulețe) și clima blândă. La Novîi Svet se află și una din cele mai faimoase fabrici de șampanie din fosta URSS precum și un cunoscut muzeu al viticulturii și vinificației, amplasat în fosta vilă a principelui Lev Golițîn (sec. XIX).

## Galerie

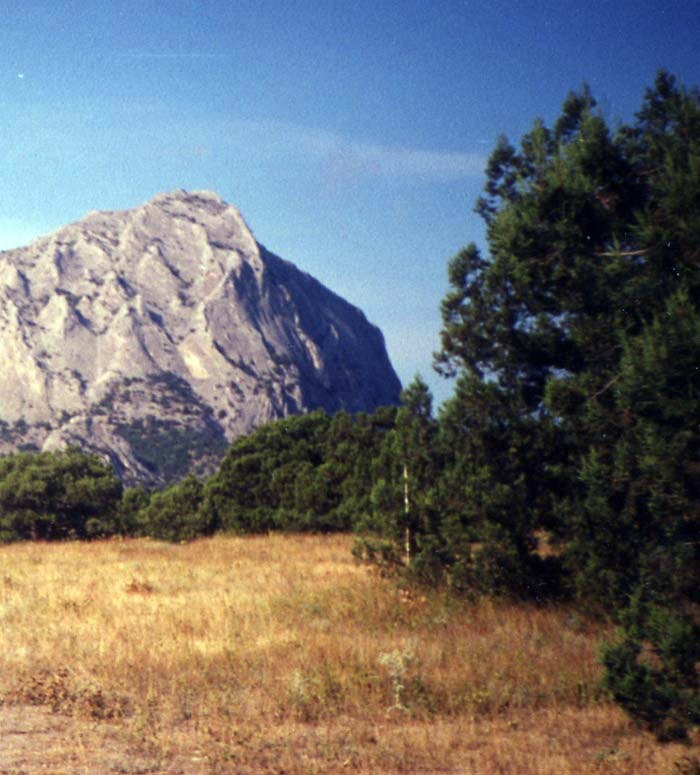
Ялівцевий ліс
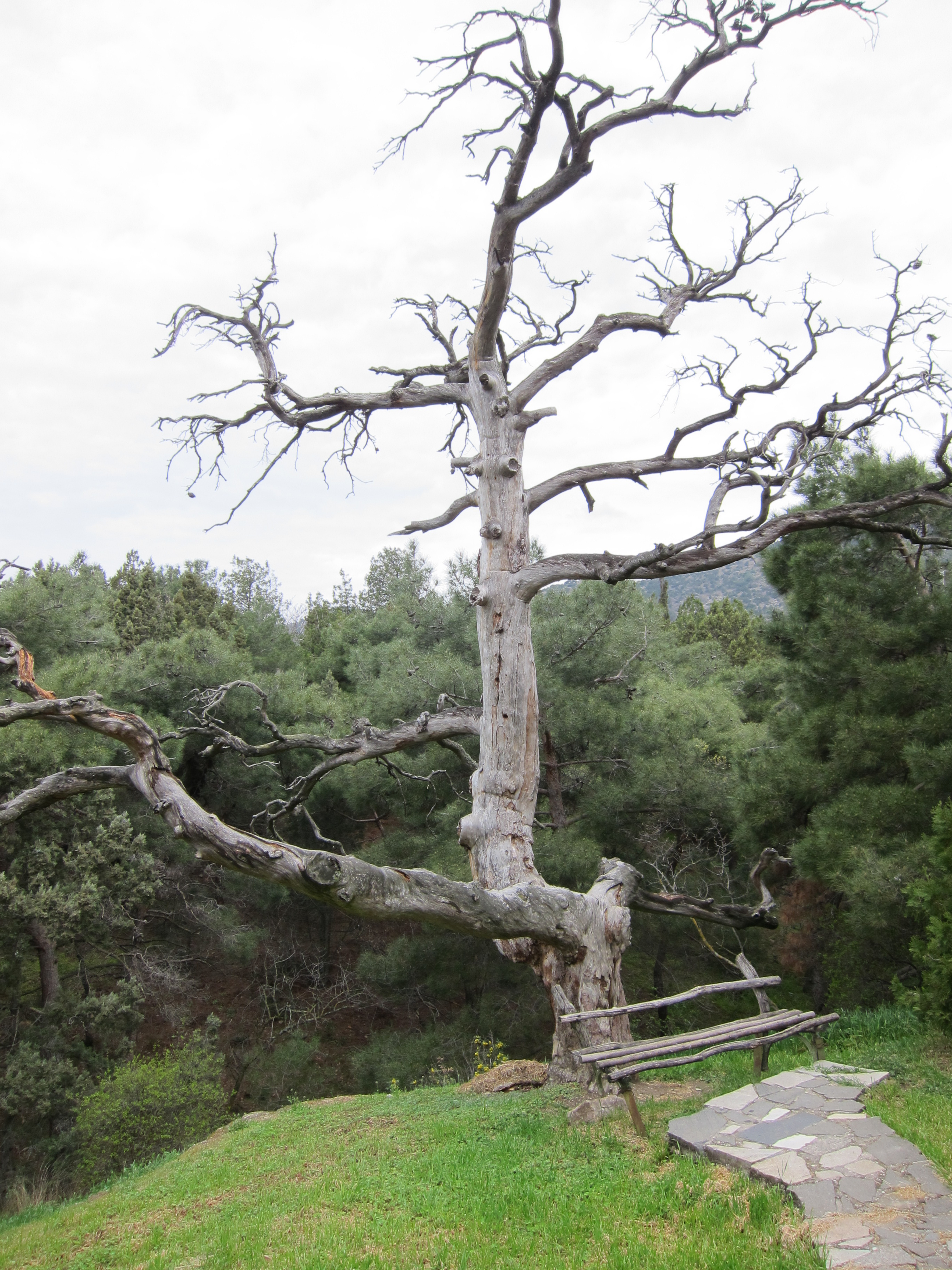
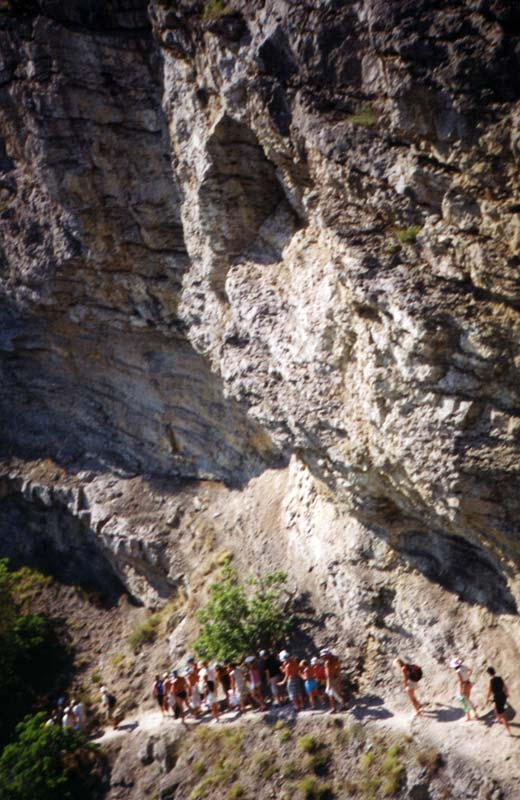
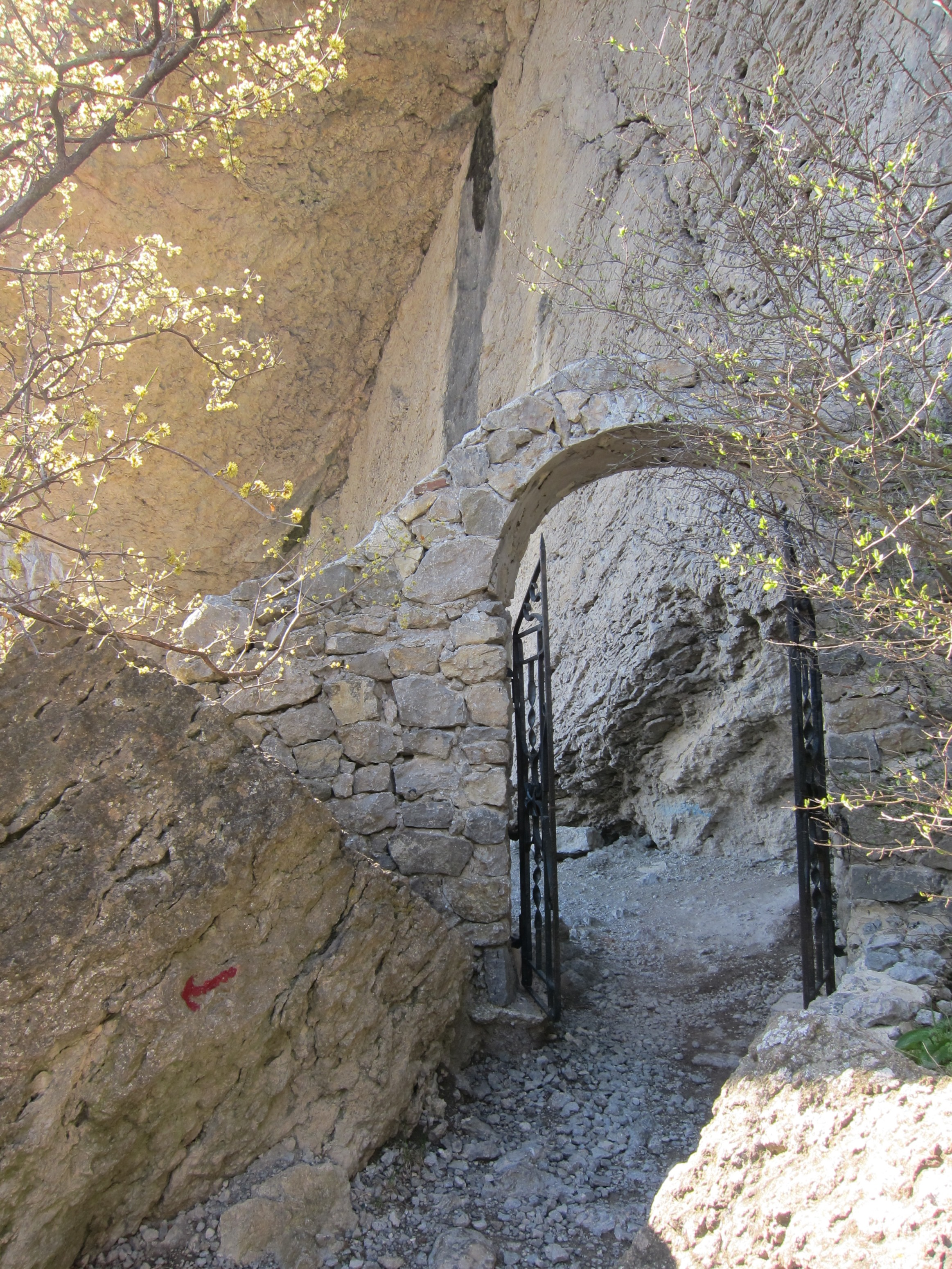
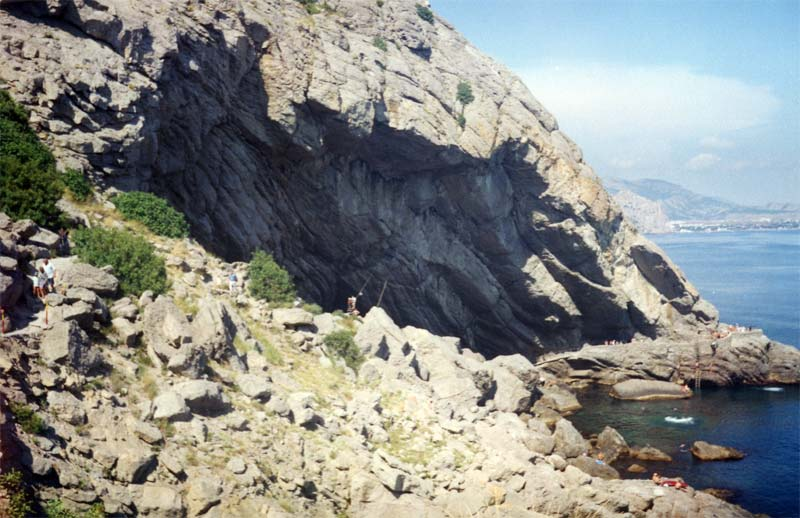
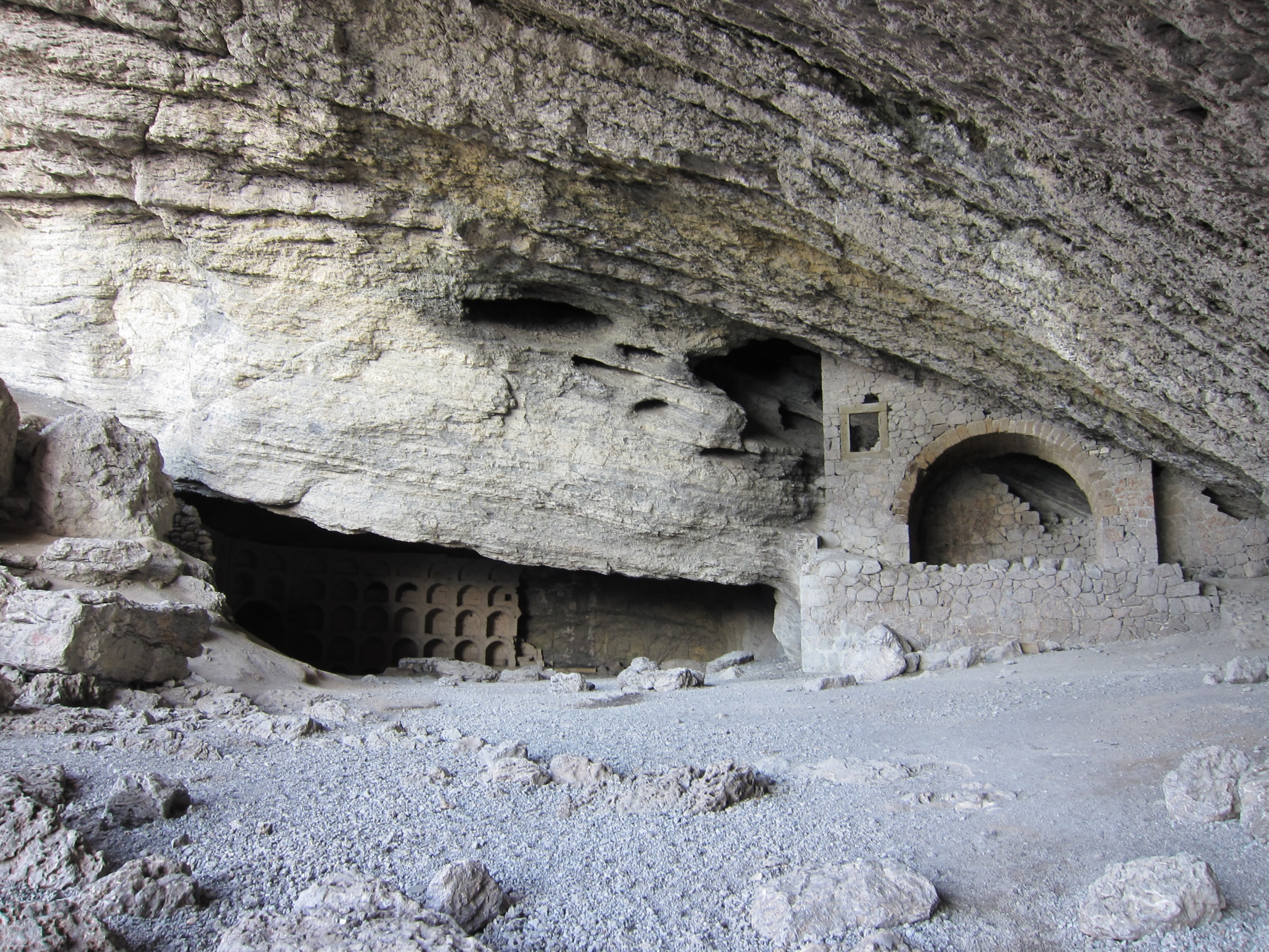
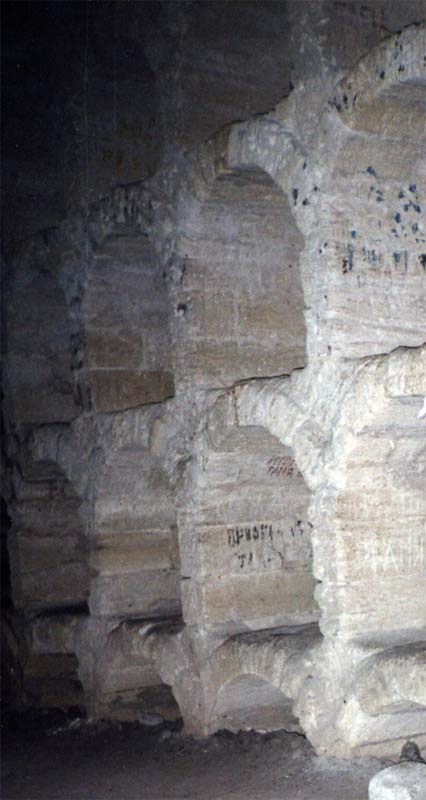
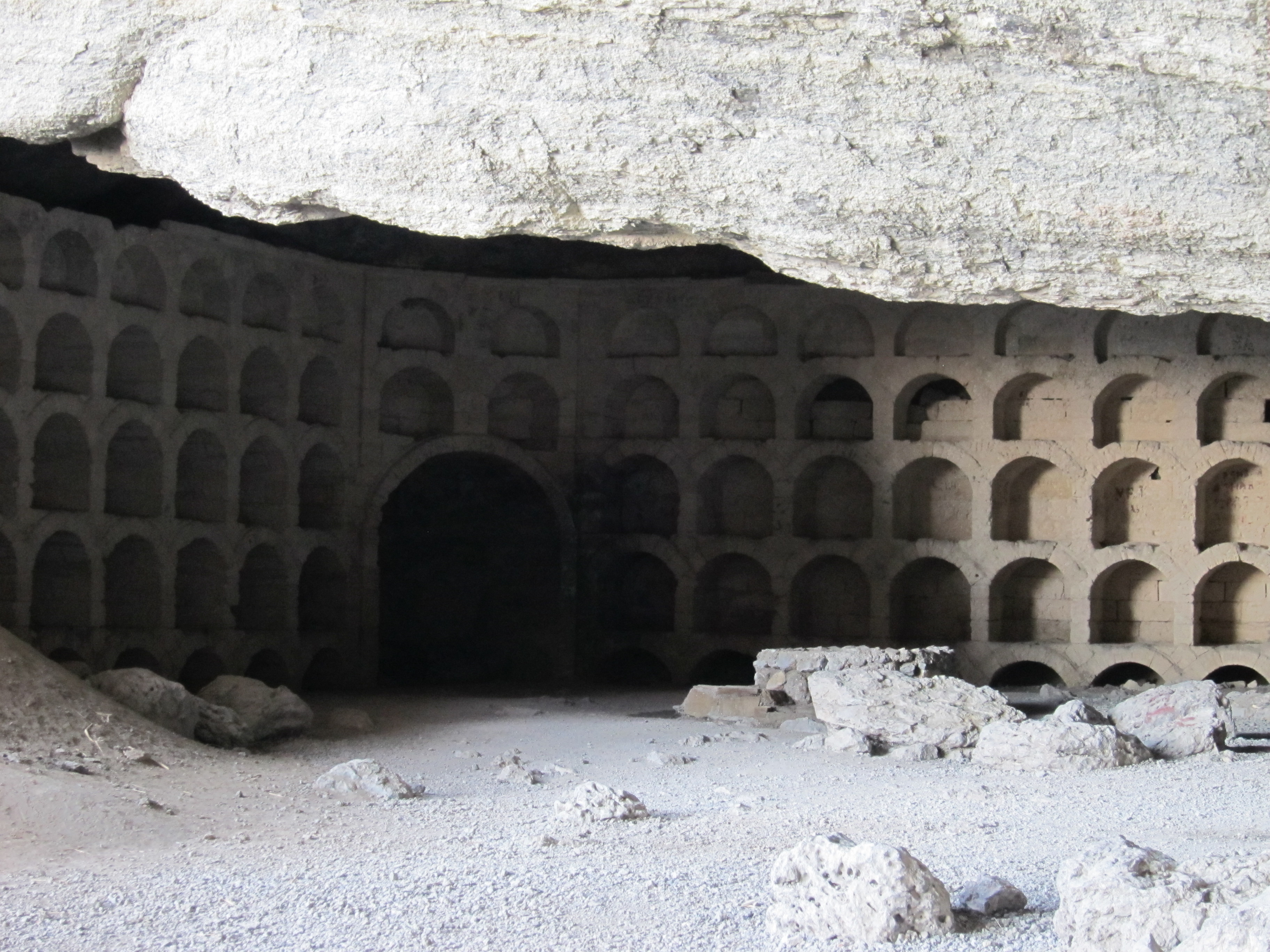
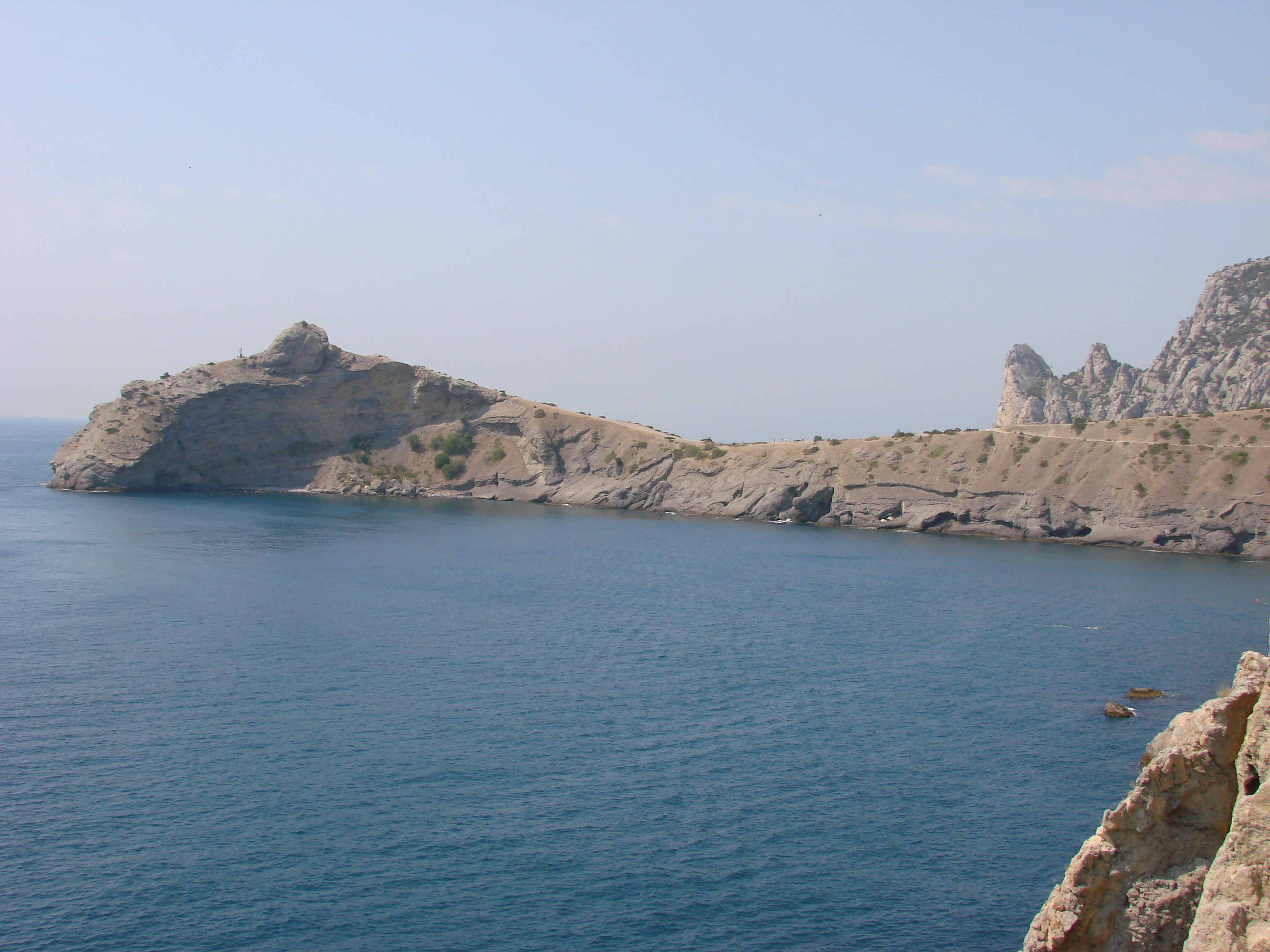
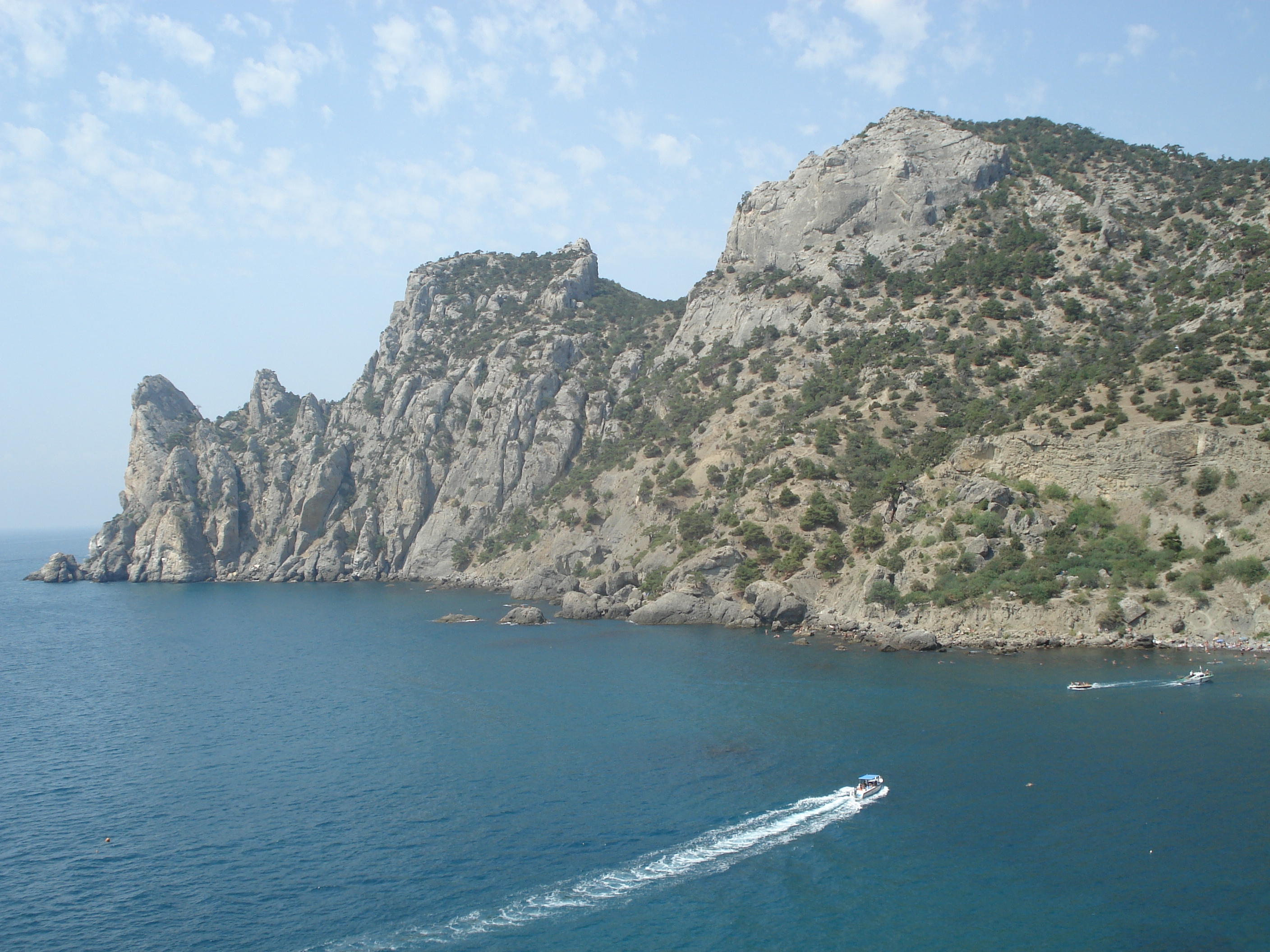
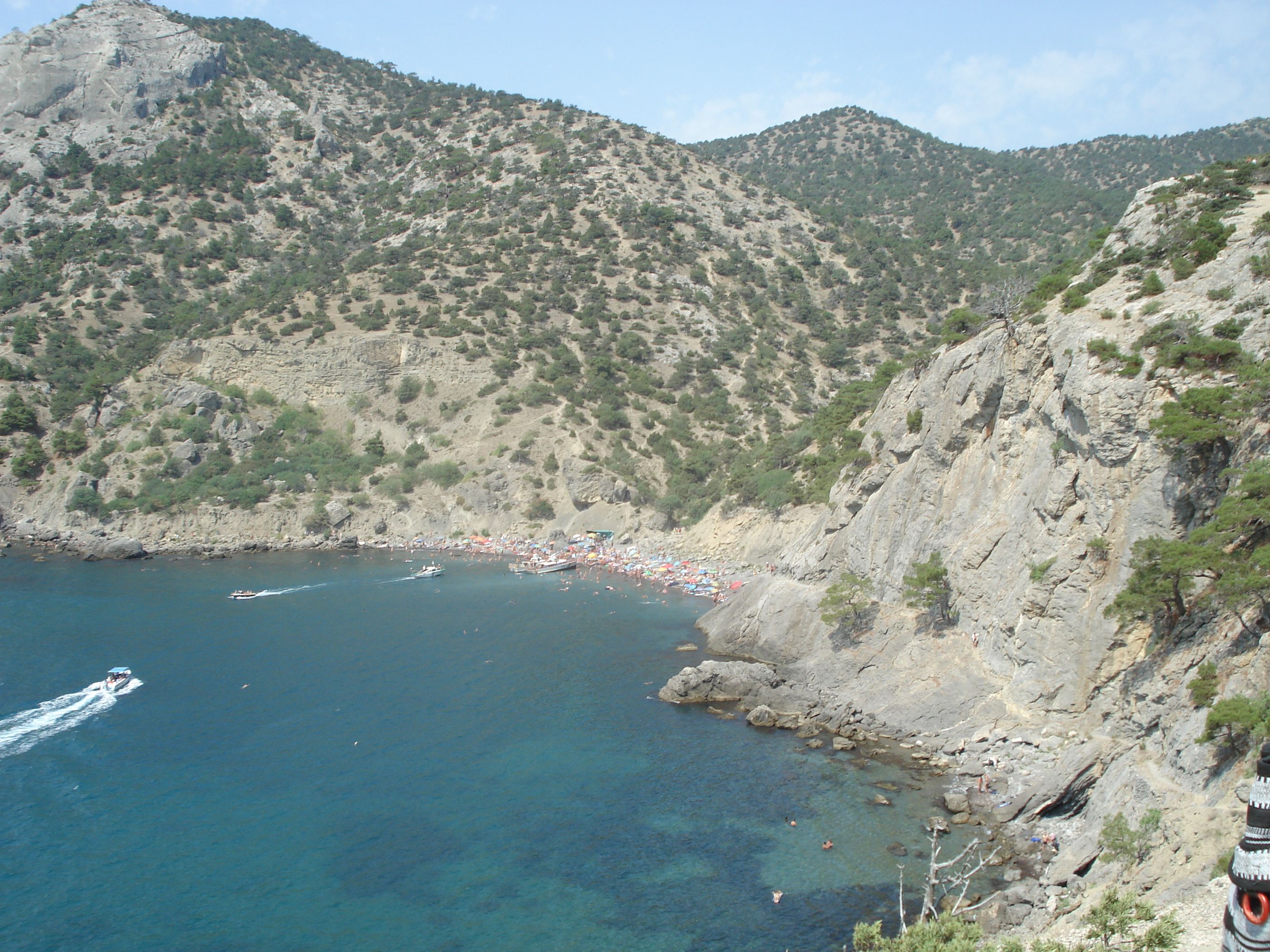

## Demografie
Componența lingvistică a așezării de tip urban Novîi Svit
     Rusă (92,86%)
     Ucraineană (5,86%)
     Alte limbi (0,09%)
Conform recensământului din 2001, majoritatea populației așezării de tip urban Novîi Svit era vorbitoare de rusă (92,86%), existând în minoritate și vorbitori de ucraineană (5,86%).